# ラ・プレンサ
『ラ・プレンサ』 (スペイン語: La Prensa) は、アルゼンチンの新聞。保守系ではラ・ナシオンと並ぶ二大有力紙である。

## 歴史

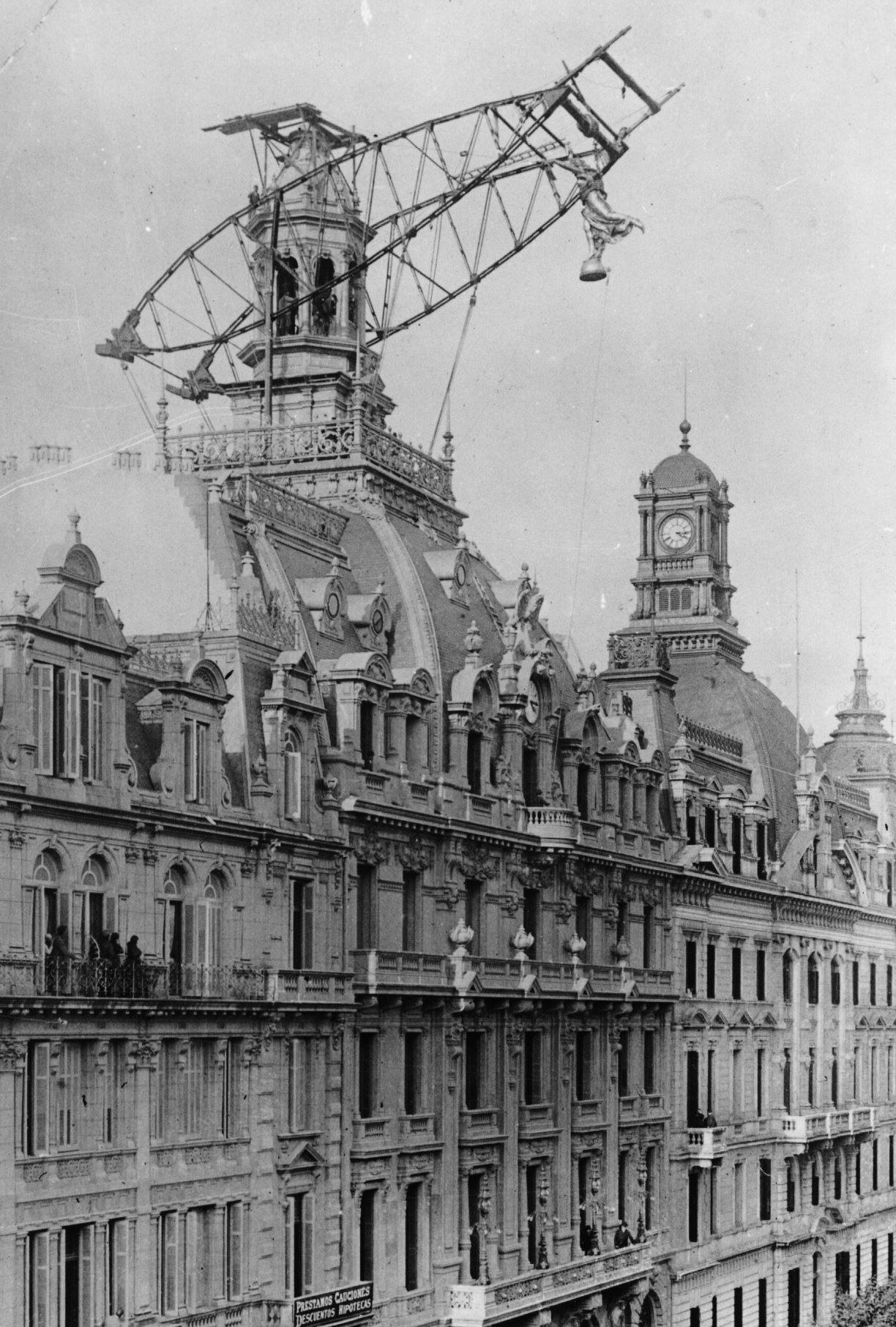
建設中の本社（1898年）

1869年10月18日、アルゼンチンの首都ブエノスアイレスにてホセ・C・パスによって創刊された。なお、翌1870年にはラ・ナシオン紙が創刊されている。紙面は保守的であり、イギリス系アルゼンチン人から高い支持を得ている。1946年にフアン・ペロンが大統領に就任すると、1951年からの4年間は休刊を余儀なくされたが、1955年のペロン大統領追放後に復刊された。ただし発行部数は1951年以前のレベルには戻っていない。